# Kałków
Kałków (dříve Skałka. Kalkau) je vesnice v Polsku, v Opolském vojvodství, v okrese Nisa, v obci Otmuchow.
V období 1945-1954 a 1973-1975 zde bylo sídlo obce Kałków, v letech 1975-1998 obec administrativně patřila k Opolskému vojvodství. Nedaleko obce se nacházela železniční stanice Kałków Łąka.

## Název
V latinské Liber fundacionis episcopatus Vratislaviensis (Kniha nadací vratislavského rcibiskupství), sepsané v době biskupa Jindřicha z Wierzbna v letech 1295-1305 je obec zmíněna v latinské formě Kalkaw.

## Zajímavosti

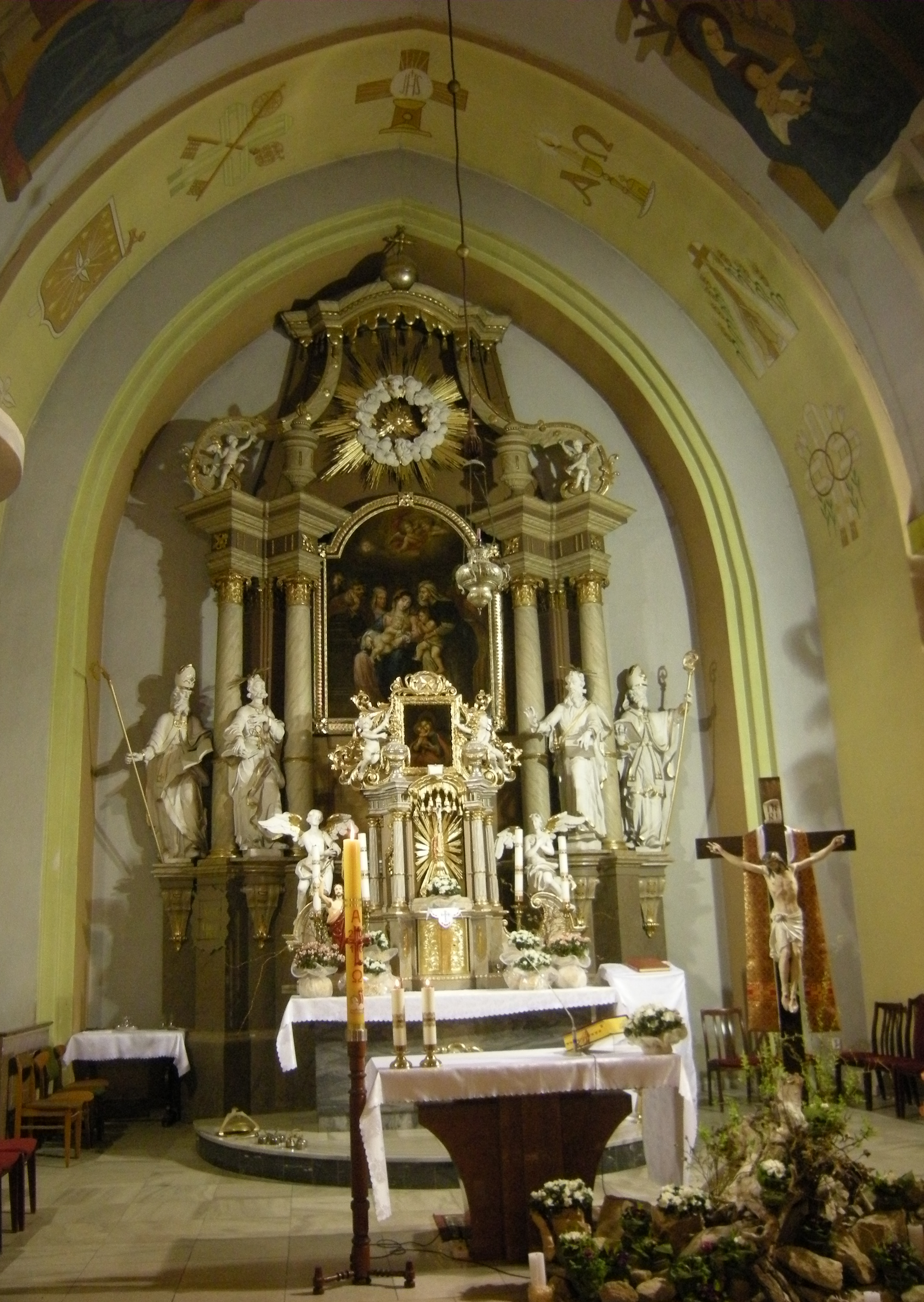
Oltář v Kostele Narození P. Marie a sv. Jiří

Podle registru Národního Institutu pro dědictví patří na seznam památek:
- farní kostel Narození Panny Marie a sv. Jiří, pozdně románská a gotická stavba z let 1210–1260 (13. století), přestavěný v 19. století a znovu v letech 1931–1933, který je považován za jeden z nejcennějších v regionu
- fara, v současné době zdravotní středisko, z 19. století
- farní hřbitov z 19. století.
- škola, 19. století
- park, 19./20. století